# Kate Bedingfield
Katherine Joan Bedingfield, née en 1981, est une conseillère politique américaine qui est la directrice de la communications de la Maison-Blanche dans l'administration Biden. Elle a été directrice adjointe de la campagne présidentielle de Joe Biden de 2020 et ancienne directrice de la communication de Biden lorsqu'il était vice-président.

## Famille et études
Kate Bedingfield grandit à Sandy Springs, en Géorgie. Ses parents sont Dana H. et Sid E. Bedingfield. Elle fréquente le Sandy Springs Middle School et est diplômée de Riverwood High School en 2000. Elle obtient en 2004 un baccalauréat de l'université de Virginie.

## Carrière

### Carrière en politique
Kate Bedingfield travaille sur la campagne présidentielle de John Edwards en 2008 en tant que porte-parole. Elle est également directrice de la communication pour la campagne sénatoriale de 2008 de Jeanne Shaheen. En 2015, elle est nommée directrice de la communication du vice-président Joe Biden. Elle occupe également deux postes dans l'administration Obama : directrice de la réponse et directrice adjoint aux affaires médiatiques.
Kate Bedingfield est directrice de campagne adjointe de la campagne présidentielle de Joe Biden de 2020. Son travail sur la campagne conduit Fortune à la distinguer comme l'une des personnes les plus influentes de moins de 40 ans au sein du gouvernement et de la politique.

#### Administration de Biden
En novembre 2020, Kate Bedingfield est nommée directrice de la communications de la Maison-Blanche pour l'administration Biden. Elle quitte ses fonctions le 1er mars 2023.

### Secteur privé
En novembre 2011, Kate Bedingfield commence à travailler à la Motion Picture Association of America (MPAA). En mai 2013, elle est nommée porte-parole et vice-présidente de la  communication d'entreprise de la MPAA. Après avoir travaillé dans l'administration Obama, elle revient brièvement à la communication sport et divertissement.

## Vie privée
Kate Bedingfield épouse David Kelley Kieve le 12 janvier 2013 à l'église épiscopale de St. John, Lafayette Square à Washington DC. Ils ont deux enfants ensemble.